# BO Большого Пса
BO Большого Пса (лат. BO Canis Majoris) — одиночная переменная звезда в созвездии Большого Пса на расстоянии (вычисленном из значения параллакса) приблизительно 6453 световых лет (около 1979 парсеков) от Солнца. Видимая звёздная величина звезды — от +11m до +10m.

## Характеристики
BO Большого Пса — красная углеродная пульсирующая полуправильная переменная звезда типа SRB (SRB) спектрального класса C5,4(N).